# Federação das Indústrias do Estado de Santa Catarina
A Federação das Indústrias do Estado de Santa Catarina (FIESC) é a principal entidade de representação das indústrias do estado do Santa Catarina. Sedia-se na cidade de Florianópolis.
O Sistema FIESC é composto das seguintes entidades: Serviço Social da Indústria (SESI), Serviço Nacional de Aprendizagem Industrial (SENAI) e Instituto Euvaldo Lodi (IEL).
Em 2017, quando presidida por Glauco José Côrte, foi uma das entidades que em 2017, assinaram o Pacto Pela Inovação em Santa Catarina. No mesmo ano, lançou o programa Indústria Solar, em parceria com a ENGIE e a WEG, para levar energia solar a 50 mil indústrias.